# Лобазовка
Лобазовка — деревня в Октябрьском районе Курской области России. Входит в состав Лобазовского сельсовета.

## География
Деревня находится в центральной части Курской области, в пределах Среднерусской возвышенности, в лесостепной зоне, на левом берегу реки Воробжа (левый приток реки Сейм), при автодороге 38К-010, на расстоянии примерно 8 км (по прямой) к юго-юго-западу от Прямицыно, административного центра района. Абсолютная высота — 159 м над уровнем моря.

### Климат
Климат характеризуется как умеренно континентальный, с тёплым летом и умеренно холодной зимой. Среднегодовая температура воздуха — 5,7 °С. Средняя температура воздуха самого тёплого месяца (июля) — 18,7 °C (абсолютный максимум — 37 °С); самого холодного (января) — −9,3 °C (абсолютный минимум — −38 °С). Безморозный период длится около 152 дней в году. Среднегодовое количество атмосферных осадков составляет 563 мм, из которых большая часть выпадает в тёплый период. Снежный покров держится в течение 110—120 дней.

### Часовой пояс
Деревня Лобазовка, как и вся Курская область, находится в часовой зоне МСК (московское время). Смещение применяемого времени относительно UTC составляет +3:00.

## Население
| 2002 | 2010 |
| ---- | ---- |
| 194  | ↘160 |

### Половой состав
По данным Всероссийской переписи населения 2010 года в половой структуре населения мужчины составляли 43,8 %, женщины — соответственно 56,2 %.

### Национальный состав
Согласно результатам переписи 2002 года, в национальной структуре населения русские составляли 97 %.

## Инфраструктура
Личное подсобное хозяйство. СНТ Дорожник и СНТ Сейм. В деревне 82 дома.

## Транспорт
Лобазовка находится в 9 км от автодороги федерального значения М2 «Крым» (часть европейского маршрута E 105), при автодорогe регионального значения 38К-010 (М-2 «Крым» — Иванино, часть европейского маршрута E 38), при автодорогах межмуниципального значения 38Н-217 (38К-010 — Лобазовка) и 38Н-774 (Лобазовка — Гремячка — Юрьевка), в 9 км от ближайшей ж/д станции Дьяконово (линия Льгов I — Курск).
В 110 км от аэропорта имени В. Г. Шухова (недалеко от Белгорода).